# Ел (списание)
Вижте пояснителната страница за други значения на Ел.
„ELLE“ (от фр. – „Тя“) е френско ежеседмично списание за мода, красота и здраве. В средата на 1980-те години, при излизането на международния пазар, започва да се издава ежемесечно, запазвайки ежеседмичния формат за Франция.
Списанието започва да излиза през 1945 г. Основател на списанието (заедно с Марсел Оклер) е френската журналистка от руски произход Елен Гордон-Лазарев, съпруга на журналиста, генерален директор на издателството „Hachette“ и на вестника France Soir (през 1944 – 1949 години) Пиер Лазарев.
През октомври 2018 г. чешката компания Media Media Invest на милиардера Даниел Кржетински придобива списанието Elle, което тогава е собственост на медийната група Lagardère.
През 2019 г. Lagardère го продаде на Франция на Czech Media Invest, родител на чешки новинарски център. Lagardère продължава да притежава марката She.